# Henk Robijns
Hendricus „Henk“ Jacobs Robijns (* 17. November 1883 in Neu-Amstel; † 15. Oktober 1959 in Amsterdam) war ein niederländischer Karambolagespieler und mehrfacher Welt- und Vize-Europameister im Dreiband.

## Karriere
Robins erlernte zuerst das Spiel im Cadre. Im Jahr 1912 wurde er niederländischer Meister „2. Klasse“ im Cadre 45/2, ein Jahr später wiederholte er dies in der „1. Klasse“. 1928 wechselte er dann dauerhaft zum Dreiband, wo er im Vorjahr bereits niederländischer Meister wurde. 1930 konnte er sich vor heimischem Publikum in Amsterdam seinen ersten Dreiband-WM-Titel erringen. Robins konnte den Titel dann noch 1932 in Vichy und 1933 in Kairo wiederholen. Nach seiner dritten Weltmeisterschaft zog er sich von der Konkurrenz zurück, nahm 1936 letztmals an der WM teil, wurde aber nur Sechster vor August Tiedtke. Robins war von 1927 bis 1933 sieben Jahre in Folge niederländischen Meister im Dreiband. 1932 gewann er außerdem noch den Titel als Vizeeuropameister.
Robins war von Beruf aus Diamantenhändler. Der Koninklijke Nederlandse Biljartbond (KNBB) ernannte ihn zum Ehrenmitglied.
Er starb 1959 im Alter von 75. Er wurde auf dem Zorgvlied-Friedhof in Amsterdam begraben.

## Erfolge
Meisterschaften:
- Dreiband-Weltmeisterschaft: Sieger 1930, 1932, 1933
- Dreiband-Europameisterschaft: Zweiter 1932